# Reacție de metateză
Reacția de metateză, de asemenea denumită și reacție de dublu schimb, este o reacție chimică prin care are loc un schimb al legăturilor chimice dintre două specii chimice, în urma căreia putându-se obține produși cu legături identice sau similare. Reacția este specifică compușilor ionici (sărurilor), în care are loc schimbul de ioni dintre aceștia. Schema generală a reacției este următoarea:
A-B  +  C-D   →   A-D  +  C-B